# Canthon coloratus
Canthon coloratus là một loài bọ cánh cứng trong họ Bọ hung (Scarabaeidae).